# Ким Рёук
Ким Рёук (кор. 김려욱, род. 21 июня 1987, Инчхон, Республика Корея) — корейский певец, композитор, актёр и радио-диджей

. Один из четырёх основных вокалистов группы Super Junior, также участник Super Junior-K.R.Y и Super Junior-M. Вместе с четырьмя другими участниками группы — первый корейский исполнитель, появившийся на китайских почтовых марках.

## Биография
Родился 21 июня 1987 года в Инчхоне, окончил университет Инха.
Ким Рёук добился успеха на конкурсе «CMB Youth ChinChin Festival» в 2004 году, где впечатлил судей своим талантом, и вскоре подписал контракт с SM Entertainment. В ноябре 2005 года дебютировал в составе группы Super Junior.
Рёук занимался пением, танцами и актёрской игрой. Наибольшее внимание он уделял вокальной подготовке и музыкальной композиции. Он играет на фортепиано и время от времени аккомпанирует другим участникам группы во время их соло.

## Саундтреки
| Год  | Название                               | Трек             | Артист                                       |
| ---- | -------------------------------------- | ---------------- | -------------------------------------------- |
| 2007 | H.I.T OST                              | «Success»        | с Сонмином, Донхэ, Йесоном                   |
| 2007 | H.I.T OST                              | «H.I.T»          | с Кюхёном, Сонмином, Донхэ, Йесоном, Канином |
| 2010 | HARU OST                               | «Angel»          | с Кюхёном, Сонмином, Донхэ, Ынхёком          |
| 2010 | Home Sweet Home OST (Часть 3)          | «Smile Again»    | соло                                         |
| 2010 | The President OST                      | «Biting my Lips» | с Кюхёном, Сонмином                          |
| 2010 | It’s Okay, Daddy’s Girl OST (Часть 3)  | «Just Like Now»  | с Донхэ                                      |
| 2011 | Spy Myung-wol OST (Часть 3)            | If You Love More | соло                                         |
| 2012 | Yoon Il Sang 21th Anniversary 'I’m 21' | «Reminiscence»   | с Кюхеном, Йесоном                           |

## Телешоу
| Дата              | Телеканал | Название        |
| ----------------- | --------- | --------------- |
| 2009              | KBS       | Intimate Note   |
| 28 мая 2012       | MBC       | Come to Play    |
| 16 и 23 июня 2012 | KBS       | Immortal Song 2 |